# Roland Garros

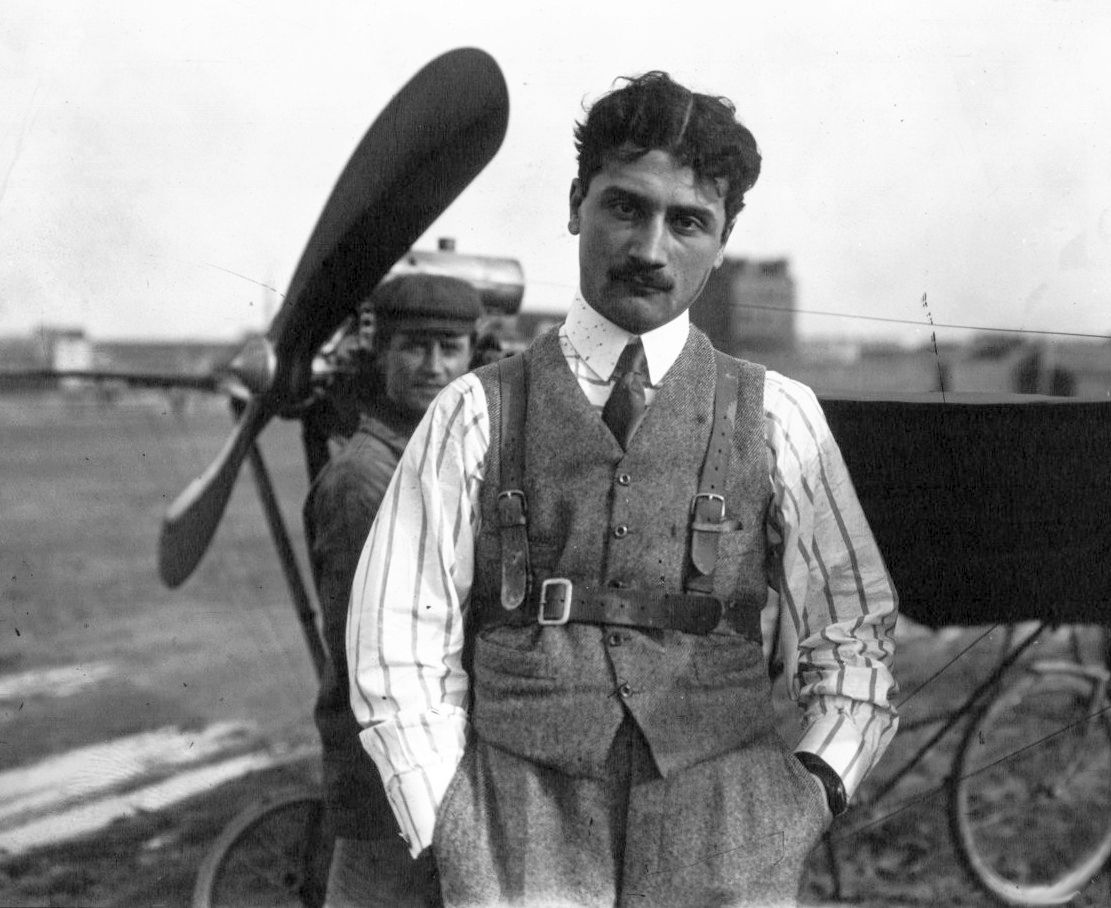
Roland Garros, 1910

Roland Adrien Georges Garros [ʁɔ.lɑ̃ ɡa.ʁoːs] (* 6. Oktober 1888 in Saint-Denis auf Réunion; † 5. Oktober 1918 bei Saint-Morel nahe Vouziers, Ardennes, Nordfrankreich) war ein französischer Luftfahrtpionier. Im Ersten Weltkrieg diente er der Aéronautique Militaire. Er war der erste Pilot, der ein mit einem starr eingebauten, vorwärtsfeuernden Maschinengewehr bewaffnetes Flugzeug im Luftkampf einsetzte, das somit das erste echte Jagdflugzeug war.

## Leben

### Frühe Jahre
Roland Garros wurde in Saint-Denis auf der Insel Réunion geboren. Als Vierjähriger zog er mit seiner Familie nach Saigon in der damaligen französischen Kolonie Cochinchina, wo sein Vater eine Anwaltskanzlei eröffnete. Seine Eltern schickten ihn als Zwölfjährigen nach Paris, wo er das Collège Stanislas besuchen sollte. Wegen einer schweren Lungenentzündung musste er den Schulbesuch ein Jahr lang ausfallen lassen, Garros begann schließlich seine Schulausbildung am Gymnasium Janson de Sailly. Anschließend trat er der HEC Paris bei, wo er 1908 seinen Abschluss machte. Dort galt er als brillanter Sportler, war Radfahrer, spielte erfolgreich Fußball und erhielt auch einen ersten Preis für sein Klavierspiel. Bei seinem Musikstudium in Paris kam er mit der jungen Fliegerei in Kontakt, die ihn zunehmend faszinierte. Garros brach sein Studium ab, erwarb 1910 für 7.500 Franc bei Clément-Bayard eine Santos-Dumont Demoiselle und brachte sich das Fliegen selbst bei. In der Folgezeit wurde er einer der bekanntesten Flieger Frankreichs.
In der noch jungen Luftfahrtgeschichte machte sich Garros in vielen europäischen Wettbewerben einen Namen. Er gewann den Grand Prix d’Anjou im Jahre 1911 und siegte bei mehreren Luftfahrtrennen, wie beispielsweise bei den Flügen von Paris–Rom und Paris–Madrid. 1911 flog er auf der ersten Luftfahrtmesse in Mexiko.
Mit dem damals noch sehr unzuverlässigen und wenig stabilen Flugzeug Morane-Saulnier G war er der erste, der das Mittelmeer überflog. Für diese am 23. September 1913 durchgeführte Meeresüberquerung von Fréjus (Südfrankreich) nach Bizerte (Tunesien) brauchte er knapp acht Stunden. Garros errang weitere Preise für verschiedene Fliegerleistungen und stellte mit 4.250 Metern einen neuen Rekord für den damals höchsten Flug auf.

### Der Erste Weltkrieg

Gedenkmünze von 1988

Zu Beginn des Ersten Weltkrieges hielt sich Garros als Teilnehmer einer Flugschau im Deutschen Reich auf. Er befürchtete, von den Deutschen festgesetzt zu werden und brach in einer Nacht-und-Nebel-Aktion mit seinem Flugzeug in die Schweiz auf. Von dort aus kehrte er nach Frankreich zurück. In seiner Heimat meldete er sich freiwillig als Flieger. Als Lieutenant wurde er an die Westfront versetzt, wo er bei der Staffel Escadrille Morane-Saulnier 23 (M.S. 23) diente.
Die M.S. 23 verfügte über mehrere Eindecker des Flugzeugbauers Saulnier. Zu ihren wichtigsten Flugzeugen gehörten die Morane-Saulnier L und die Morane-Saulnier N (wegen ihrer Kugelform auch Bullet genannt), die schon vor dem Krieg in der zivilen Luftfahrt zum Einsatz kamen.
Als der Luftkrieg begann, stellten Fesselballons und Aufklärungsflugzeuge die ersten Kampfmittel dar. Ballons koordinierten den Einsatz der Artillerie und Aufklärer gaben Informationen über Feindstellungen und -bewegungen weiter. Da es noch an Flugabwehrgeschützen mangelte, erdachten die Piloten auf beiden Seiten unterschiedliche Methoden zur Feindbekämpfung. Einige wenige versuchten ihr Glück mit Steinen, die sie auf gegnerische Flugzeuge warfen. Andere wiederum nahmen Karabiner und sogar leichte Maschinengewehre mit an Bord, die von einem Begleiter bedient wurden. Da man mit diesen Verfahren jedoch kaum gegnerische Flugzeuge zielsicher bekämpfen konnte, dachte Garros während des Frühjahrs 1915 über Techniken nach, mit denen ohne einen zusätzlichen Begleiter feindliche Fluggeräte abgeschossen werden konnten.
Gemeinsam mit Raymond Saulnier experimentierte Roland Garros mit einem Morane-Saulnier-L-Eindecker und einem starr vorwärtsfeuernden Hotchkiss-Maschinengewehr (Hotchkiss M1909 ?) mit Zugpropeller. Damit beim Durchschießen des Propellerkreises die Propellerblätter nicht beschädigt werden konnten, entwickelte Saulnier ein Unterbrechergetriebe. Dieses funktionierte aber nicht zuverlässig, so dass es immer noch zu Propellertreffern kam. Dabei beobachtete Roland Garros, dass nur ein Zehntel aller Geschosse überhaupt den Propeller trafen, weshalb er die Rückseite der Blätter mit Metallplatten verstärkte. Die Platten waren in Keilform montiert und lenkten die Geschosse in einem für den Piloten ungefährlichen Winkel ab. Der Luftwiderstand der Ablenkkeile setzte zwar die Flugleistungen erheblich herab, aber die Morane war mit der neuen Bewaffnung zum ersten echten Jagdflugzeug mit der für diese Flugzeuggattung typischen, starr vorwärtsfeuernden Rohrbewaffnung geworden.
Roland Garros setzte diese neue Waffe am 1. April 1915 das erste Mal erfolgreich ein, als er vier deutsche Albatros-Doppeldecker angriff. Der Beobachter der angegriffenen Maschine verteidigte sich zwar mit einem Karabiner, sein Flugzeug wurde jedoch nach einem kurzen Feuergefecht von Garros abgeschossen. Die anderen Flieger kehrten nach dem Angriff zu ihren Flugfeldern zurück. Garros berichtete später, dass es wie ein Albtraum war, als das feindliche Flugzeug in Flammen aufging.
Das neue System wurde ebenfalls in die Morane-Saulnier N eingebaut und an die Front gebracht. Es wurden nur knapp 50 Maschinen dieses Typs hergestellt, die bis zur erfolgreichen Entwicklung eines zuverlässigen Unterbrechergetriebes durch Antony Fokker als die führenden Jagdflugzeuge galten.

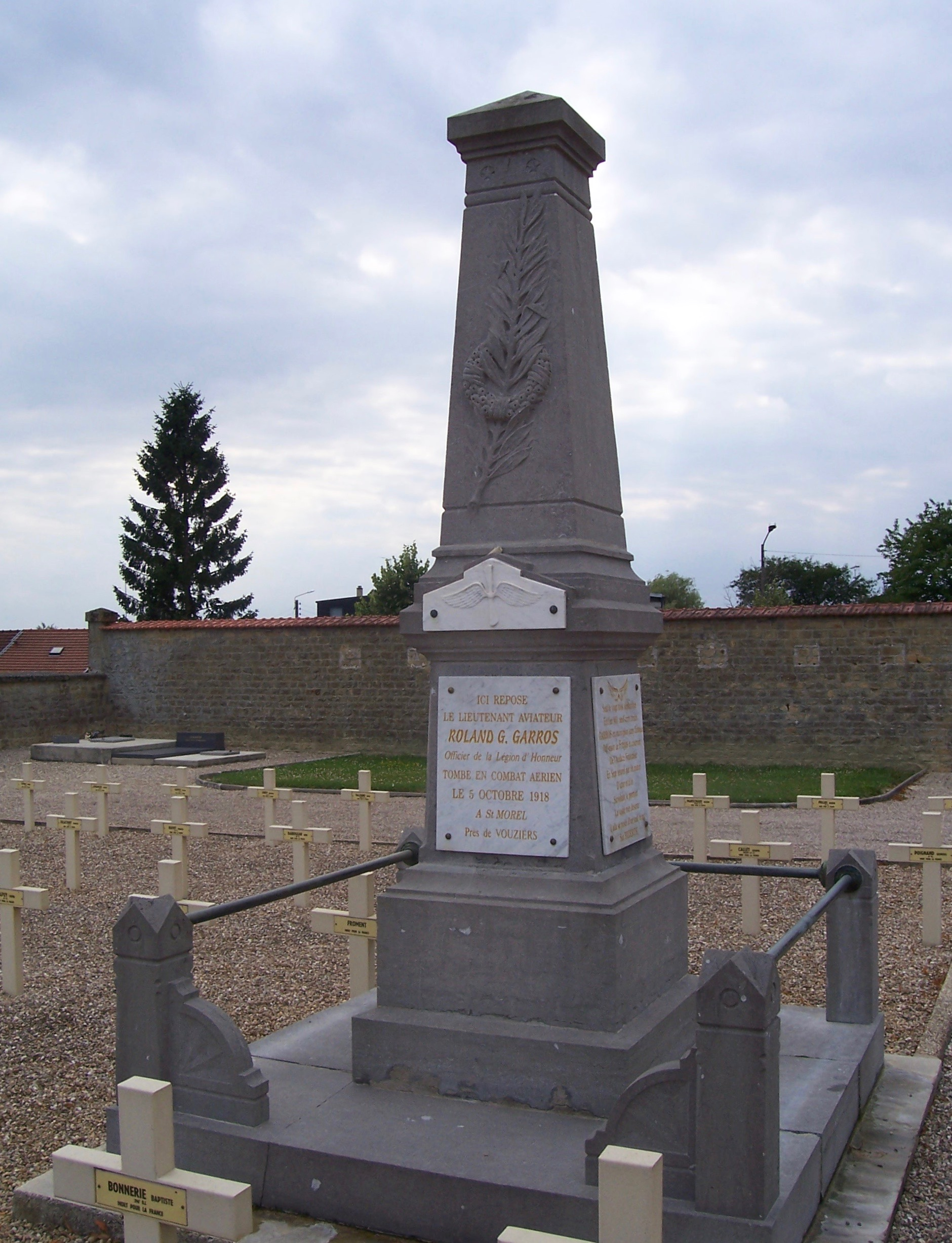
Garros’ Grab in Vouziers

### Gefangenschaft und letzter Flug
In weiteren 18 Tagen erzielte Garros über Flandern noch zwei weitere Abschüsse. Am 18. April 1915 wurde er nach einem Angriff auf den Bahnhof von Courtrai durch einen Treffer in einer Benzinleitung zur Landung hinter den feindlichen Linien gezwungen. Garros wurde gefangen genommen, sein Flugzeug weitgehend intakt erbeutet. Die Untersuchung der Maschine bei Fokker inspirierte die Entwicklung des Fokkerschen Unterbrechergetriebes durch Heinrich Lübbe.
Garros verbrachte drei Jahre in deutscher Kriegsgefangenschaft, bevor er im Februar 1918 aus dem Kavalier Scharnhorst der Festung Magdeburg gemeinsam mit Anselme Marchal nach Belgien fliehen konnte und von dort aus nach Frankreich zurückkehrte. Nachdem er einige Flugstunden genommen hatte, trat er erneut der französischen Luftwaffe bei und errang in der Folgezeit noch einen Luftsieg. Im Oktober 1918 wurde er einen Tag vor seinem 30. Geburtstag von dem deutschen Jagdflieger Hermann Habich nahe Vouziers abgeschossen. Sein Leichnam wurde von seinem Fliegerkonkurrenten und besten Freund Edmond Audemars identifiziert.
Das Grab von Garros befindet sich auf dem Cimetière communal (Städtischer Friedhof) von Vouziers im Norden Frankreichs (siehe Bild).

## Ehrungen

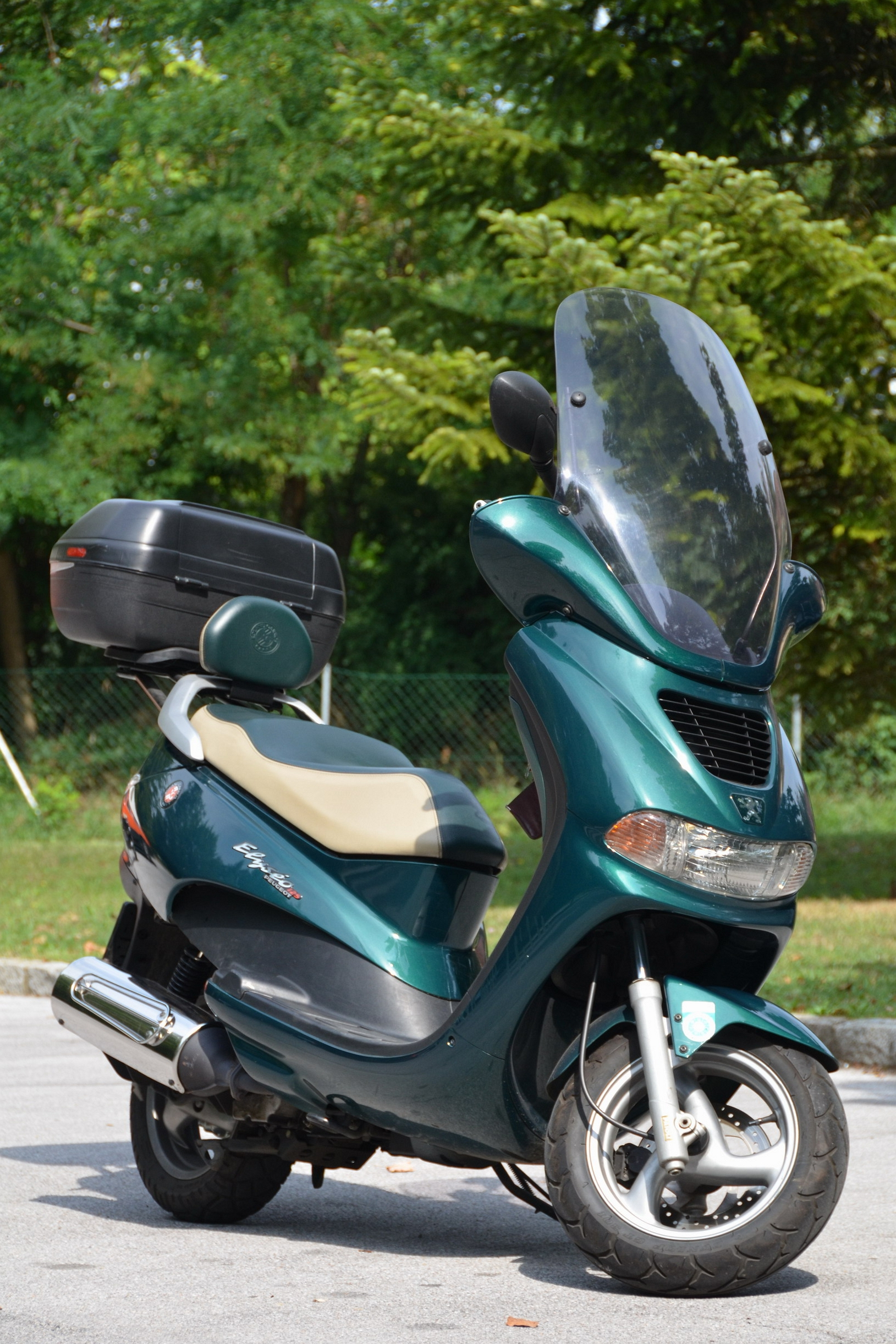
Peugeot Elyséo 125, Sondermodell „Roland Garros“ (2002)

Seit 1927 führen die French-Open-Tennisturniere seinen Namen.
Der Flughafen der französischen Insel Réunion, auf der er geboren wurde, ist nach ihm benannt.
Der Autobauer Peugeot nennt Ausstattungslinien der Modelle 106, 205, 206, 206 CC, 207 CC, 306, 307 SW, 308 CC sowie 405 mit vergleichsweise luxuriöser Ausstattung (meist Lackfarbe dunkelgrün metallic, dazu Alufelgen und im Innenraum beiges Leder) „Roland Garros“. Auch der von Peugeot Motocycles produzierte Motorroller Elyséo (50 oder 125 cm³) war als Sondermodell „Roland Garros“ ebenfalls in der Lackfarbe dunkelgrün metallic und mit beige-grüner Sitzbank erhältlich.
Zu seinem 100. Geburtstag prägte Frankreich 1988 eine 10-Franc-Münze mit seinem Porträt (siehe Bild oben).